# Luis Rodríguez (producteur)
Pour les articles homonymes, voir Luis Rodriguez.
Luis Rodríguez Salazar est un producteur, mixeur et ingénieur allemand d'origine espagnole. Il est surtout connu pour sa coproduction de Modern Talking,. Il est également impliqué comme coproducteur dans la plupart des productions des années 1990 de Dieter Bohlen, telles par exemple C. C. Catch et Blue System.

## Biographie
Rodriguez naît en 1948 à Fuente el Fresno, Ciudad Real, en Espagne. 
Il est bassiste et guitariste pour le groupe Los Esclavos, jouant à Hambourg. Au milieu des années 1970, il devient chanteur et crée Star 33, son propre studio d'enregistrement à Hambourg. Il coproduit des artistes tels C. C. Catch, Blue System, Chris Norman (ex-Smokie), Bonnie Tyler et d'autres. 
Dans les années 1990, il travaille sur plusieurs projets tels New Baccara, Mike Mareen, Chicanos, T. Ark et Sweet Connection (en). Il obtient un certain succès comme producteur du projet Fun Factory.
Avec la voix de sa femme Lian Ross, Rodríguez produit certains projets de dance music tels ceux de Creative Connection, Josy, Lian Ross, Jobel et Dana Harris.